# أليكسي قنسطنطينوفيتش تولستوي
الكونت أليكسي قنسطنطينوفيتش تولستوي (مواليد يوم 5 سبتمبر [24 أغسطس بحسب التقويم القديم] عام 1817 – وفيات يوم 10 أكتوبر [28 سبتمبر بحسب التقويم القديم] عام 1875)، والمعروف غالبًا باسم أ. ق. تولستوي، هو شاعر وروائي وكاتب مسرحي روسي. يعتبر أهم كاتب دراما تاريخية باللغة الروسية خلال القرن التاسع عشر، ويرجع ذلك بالمقام الأول إلى رصانة ثلاثيته الدرامية: مسرحية «موت إيفان الرهيب» (1866)، ومسرحية «القيصر فيودور إيفانوفيتش» (1868)، ومسرحية «القيصر بوريس» (1870). كذلك ذاع صيته لأعماله الساخرة، والتي نشرت تحت اسمه الحقيقي (تاريخ الدولة الروسية من غوستوميسل إلى تيماشيف، وحلم المستشار بوبوف)، وتحت اسمه الأدبي التعاوني كوزما بروتكوف. تشمل أعماله الروائية الخيالية الرواية القصيرة «عائلة الفوردالاك»، والرواية القصيرة «مصاص الدماء» (1841)، والرواية التاريخية «الأمير سيريبيني» (1862).
كان أليكسي أحد أعضاء آل تولستوي، وهو ابن العم الثاني للكاتب ليو تولستوي. قبِل أليكسي في حاشية القيصر المستقبلي ألكسندر الثاني حين كان طفلًا، وذلك نظرًا لعلاقة والدته الوثيقة مع بلاط القيصر، وأصبح من «رفاق اللعب» لولي العهد الصغير. سافر تولستوي كثيرًا حين كان في مقتبل شبابه، وشمل ذلك ذهابه في رحلات إلى إيطاليا وألمانيا، حيث اجتمع بيوهان فولفغانغ فون غوته. باشر تولستوي تعليمه في المنزل تحت إشراف خاله، الكاتب أنطوني بوغوريلسكي، ليغدو مهتمًا بتأليف الشعر للمرة الأولى على إثر تأثره بعمه، وذلك إضافةً إلى عدد من المعلمين الآخرين. التحق تولستوي بالأرشيف الحكومي التابع لوزارة الخارجية في موسكو كطالب في عام 1834. فرغ من امتحاناته (في اللغات الإنجليزية والفرنسية والألمانية، بالإضافة إلى الأدب، واللغة اللاتينية، وتاريخ العالم، والتاريخ الروسي، والإحصاءات الروسية) في جامعة موسكو خلال شهر ديسمبر من عام 1835.
عاش تولستوي حياةً اجتماعيةً مليئةً بالرحلات الترفيهية وحفلات الصالونات والحفلات الراقصة ورحلات الصيد والعلاقات الرومانسية العابرة خلال أربعينيات القرن التاسع عشر. كذلك قضى سنوات عديدة في سلك الخدمة الحكومية كبيروقراطي ودبلوماسي. أعلن ألكسندر الثاني عن تعيين تولستوي كأحد مساعديه الإداريين الشخصيين خلال يوم تتويجه في عام 1856. خدم تولستوي كرائد مشاة خلال حرب القرم. وفي نهاية المطاف، خرج من سلك الخدمة الحكومية في أوائل ستينيات القرن التاسع عشر بهدف مواصلة مسيرته الأدبية. توفي على إثر تناوله لجرعة قاتلة من المورفين في عقاره، كراسني روغ، الواقع في محافظة تشرنيغوف في عام 1875.

## السيرة الشخصية

### النشأة
ولد أليكسي قنسطنطينوفيتش تولستوي في مدينة سانت بطرسبرغ لعائلة تولستوي الشهيرة. كان والده، الكونت قنسطنطين بيتروفيتش تولستوي (1780 - 1870)، وهو سليل أحد الجنرالات في الجيش، يعمل كمستشار إسناد مصرفي روسي. وكانت والدته، آنا ألكسيفنا بيروفسكايا (1796 - 1857)، واحدة من البنات غير الشرعيات للكونت أليكسي كيريلوفيتش رازوموفسكي (1748 - 1822)، وهو وريث الهتمان (الزعيم) الأوكراني الأسطوري أليكسي رازوموفسكي. كان عم أ. ق. تولستوي يدعى فيودور تولستوي (1783 - 1873). وكان خاله يدعى أليكسي بيروفسكي (1787 - 1836)، وهو مؤلف اشتهر باسم أنطوني بوغوريلسكي، وهو اسمه الأدبي. كان أليكسي قنسطنطينوفيتش ثاني أبناء عموم الكاتب ليو تولستوي؛ إذ كان الكونت بيوتر أندريفيتش تولستوي جدهما الأكبر.
لم يدم زواج قنسطنطين تولستوي وآنا بيروفسكايا طويلًا؛ إذ انفصلا عن بعضهما في شهر أكتوبر من عام 1817. في البداية، انتقلت آنا برفقة ابنها البالغ من العمر ستة أسابيع، إلى عقارها الخاص، بليستافا، الواقع في محافظة تشرنيغوف، ومن ثم انتقلت إلى كراسني روغ، وهو العقار الخاص بشقيقها أليكسي بيروفسكي، والذي أضحى معلم ورفيق أليكسي قنسطنطينوفيتش لفترة طويلة من الزمن. من المعروف أن حكاية بوغوريلسكي الخيالية الشهيرة «الدجاجة السوداء أو شعب ما تحت الأرض» ألقيت للمرة الأولى في منزله، وكان ابن أخته الصغير العضو الوحيد الحاضر في جمهور بوغوريلسكي. باشر أليكسي بتأليف الشعر بدءًا من عام 1823، والذي استوحاه من بعض الكتب القديمة التي وجدها في المنزل. كان لدى أليكسي مجموعة حسنة من المعلمين، وغدا يتحدث الفرنسية والألمانية والإنجليزية بطلاقة حين بلغ السادسة من العمر. كذلك تعلم الإيطالية في ما بعد.

أما بالنسبة لآل تولستوي، فقد توقفت آنا بيروفسكايا عن رؤيتهم بصورة تامة، ولم ترسل لهم البطاقات البريدية إلا في المناسبات والأعياد الكبرى. كتب أليكسي لاحقًا، مستذكرًا تلك السنوات السعيدة:
«لقد تربيت على يد أليكسي بيروفسكي... وقضيت أولى سنوات حياتي في عقاره، ولأجل هذا، اعتبرُ روسيا الصغرى موطني الحقيقي. تركت لي طفولتي، التي اتصفت بالسعادة البالغة، أسمى الذكريات. لقد كنت الابن الوحيد لأمي، ولم يكن لدي أي أصدقاء ألعب معهم، بيد أن مخيلتي كانت مفعمةً بالحيوية، فكنت حالمًا منذ نعومة أظفاري، وهي خصلة سرعان ما تحولت إلى أهواء شعرية مميزة. ومن نواحٍ عديدة فقد أوصلتني البيئة المحلية المحيطة إلى ذلك المنتهى: الهواء نفسه، والغابات الضخمة التي وقعت في حبها بشغف، كل هذا أبهرني كثيرًا لدرجة أنه شكل شخصيتي الحالية تشكيلًا كاملًا.»
عادت آنا بيروفسكايا إلى مدينة سانت بطرسبرغ بصحبة شقيقها وابنها في مطلع عام 1826. وهنا، قبِل أليكسي في حاشية القيصر المستقبلي ألكسندر الثاني الذي كان طفلًا، وذلك نظرًا لعلاقة والدته الوثيقة مع بلاط القيصر، وحصل على ما يعرف رسميًا بلقب «رفيق اللعب» لولي العهد الصغير في شهر أغسطس. لم تكن الواجبات التي وقعت على عاتق أليكسي كثيرة: إذ انبغى عليه زيارة ولي العهد في سانت بطرسبرغ وقرية تسارسكوي سيلو، والذهاب معه في جولات على جزيرة ييلاغين، والمشاركة في الألعاب، التي كان قدر كبير منها عبارة عن تدريبات عسكرية صغيرة في واقع الحال. أصبح الاثنان صديقين، ودامت صداقتهما لعقود عدة لتنتهي في منتصف ستينيات القرن التاسع عشر. اجتمع أليكسي بألكسندر بوشكين للمرة الأولى في خريف عام 1826.
زارت العائلة ألمانيا حيث التقى أليكسي الشاب بيوهان فولفغانغ فون غوته في مدينة فايمار خلال صيف عام 1827. رحب الرجل العظيم بالفتى الشاب ترحيبًا متسمًا بالحفاوة البالغة، ووهبه جزءًا من ناب ماموث مع رسم (يصور فرقاطةً) من إعداده كهدية. لم يتذكر أليكسي، الذي اعترته الرهبة، سوى القليل: «فقط ملامحه الرائعة، والطريقة التي حملني بها إلى حجره»، بحسب ما جاء في سيرته الذاتية. قضت العائلة الأعوام العشرة التالية في سفر متواصل سواء ضمن روسيا أو في الخارج. أثارت إحدى الرحلات، التي ذهبوا فيها إلى إيطاليا خلال عام 1831، إعجاب الفتى على نحو خاص، والذي كان يبلغ حينها من العمر 13 عامًا. «أصابني اكتئاب حاد بعد عودتي إلى روسيا، فأنا أحنُ إلى إيطاليا التي شعرت وكأنها موطني الحقيقي، فكنت أرثي فراقها بحسرة، وأبكي في الليل حين أخذتني أحلامي إلى هذا الفردوس المفقود»، بحسب ما كتب في سيرته الذاتية بعد عقود عدة. التقت العائلة بكارل بريولوف في إيطاليا. إذ دون أليكسي في مذكراته يوم 10 مايو عام 1831: «لقد تناول بريولوف العشاء معنا، وترك رسمًا تخطيطيًا في ألبومي». قطع الرسام وعدًا لبيروفسكي بعمل لوحات شخصية (بورتريهات) لثلاثتهم بمجرد عودته إلى روسيا، ولكنه، وبعد مضي خمس سنوات، لم ينهي سوى لوحة واحدة فقط، وهي بورتريه ابن أخيه.